# Mandanici
Mandanici település Olaszországban, Szicília régióban, Messina megyében. Lakosainak száma 505 fő (2023. január 1.). Mandanici Fiumedinisi, Pagliara, Santa Lucia del Mela, Nizza di Sicilia és Roccalumera községekkel határos.

## Népesség
A település lakossága az elmúlt években az alábbi módon változott:
| Lakosok száma | 588  | 578  | 505  |
|               | 2017 | 2018 | 2023 |